# Welttag der kulturellen Vielfalt für Dialog und Entwicklung
Der Welttag der kulturellen Vielfalt für Dialog und Entwicklung (englisch World Day for Cultural Diversity, for Dialogue and Development) ist ein Welttag der UNESCO, der jährlich am 21. Mai begangen wird. Er wird kurz auch Welttag der kulturellen Vielfalt oder auch Welttag für kulturelle Entwicklung genannt.
Anlässlich der von der 31. Generalversammlung der UNESCO im November 2001 verabschiedeten Allgemeinen Erklärung zur kulturellen Vielfalt wurde auch der Welttag für kulturelle Entwicklung ausgerufen. Er soll Bewusstsein für kulturelle Vielfalt schaffen und den Beitrag von Künstlern zum Dialog der Kulturen betonen.

## Durchführung

### Deutschland
Am 3. März 2011 stellte der Deutsche Kulturrat auf einer Pressekonferenz in Berlin anlässlich des UNESCO-Welttages am 21. Mai 2011 die bundesweite Kampagne „Kultur gut stärken“ vor, die zusammen mit der Kulturstiftung des Bundes veranstaltet wird. Ziel soll es sein, ein Zeichen zum Schutz und zur Förderung der kulturellen Vielfalt und gegen den Kulturabbau zu setzen. Die Initiative soll auf die Probleme der Finanzierung von Kultur und Kultureinrichtungen hinweisen.
Aus Anlass des Welttags am 21. Mai 2018 erschien die Studie Kunst in der Einwanderungsgesellschaft – Beiträge der Künste für das Zusammenleben in Vielfalt der Deutschen UNESCO-Kommission und der Bertelsmann Stiftung. Diese stellte u. a. fest: „Die Frage nach der Vielfalt einer Gesellschaft ist somit nicht nur eine Frage der Bevölkerungszusammensetzung, des rechtlichen Status oder der medialen Berichterstattung, sondern bedeutet immer auch ein Verhandeln von Mehrdeutigkeiten und Identitäten, von Zugehörigkeiten, geteilten oder unverbundenen Erinnerungen und von gemeinsamen Zukunftsbildern. Kultur ist auch das Gespräch darüber, was und wer wir sind, woher wir kommen und was wir vielleicht künftig sein werden und wie wir leben können.“ In der Studie wurden sieben Handlungsempfehlungen gegeben, deren erste lautete: interkulturelle Angebote der öffentlich geförderten Kunst- und Kultureinrichtungen weiter zu stärken und zu verstetigen.